# All the Young Dudes
| Оценки критиков | Оценки критиков |
| Источник        | Оценка          |
| --------------- | --------------- |
| AllMusic        | Без оценки      |

«All the Young Dudes» — песня, написанная английским певцом и автором песен Дэвидом Боуи, первоначально записанная и выпущенная в качестве сингла английской рок-группой Mott the Hoople в 1972 году лейблом Columbia Records. Спродюсированная Боуи, песня была передана группе после того, как они отвергли песню Боуи «Suffragette City». Впоследствии Боуи сам запишет эту песню. Рассматриваемая как гимн глэм-рока, песня получила признание и имела коммерческий успех. В 2021 году журнал Rolling Stone поставил «All the Young Dudes» на 166-е место в своем списке 500 величайших песен всех времён. Это также одна из 500 песен Зала славы рок-н-ролла, которые сформировали рок-н-ролл.
В Великобритании сингл достиг 3-го места (в национальном чарте синглов UK Singles Chart). В США песня достигла 37-го места (в «Горячей сотне» журнала «Билборд»).
В 2004 году журнал Rolling Stone поместил песню «All the Young Dudes» в исполнении группы Mott the Hoople на 267-е место своего списка «500 величайших песен всех времён». В списке 2011 года песня находилась на 256-м месте.